# 埃尔莎·巴塞曼
埃尔莎·巴塞曼（Elsa Bassermann，1878年1月14日—1961年5月30日）是一位德国编剧、戏剧和电影演员。她的丈夫是演员阿尔贝特·巴塞曼，二人经常一起演出。由于埃尔莎·巴塞曼是犹太人，夫妻二人只能逃离納粹德國，流亡瑞士、美国。她后来返回德国，並于1961年在西德去世。